# Dentelle à l'aiguille

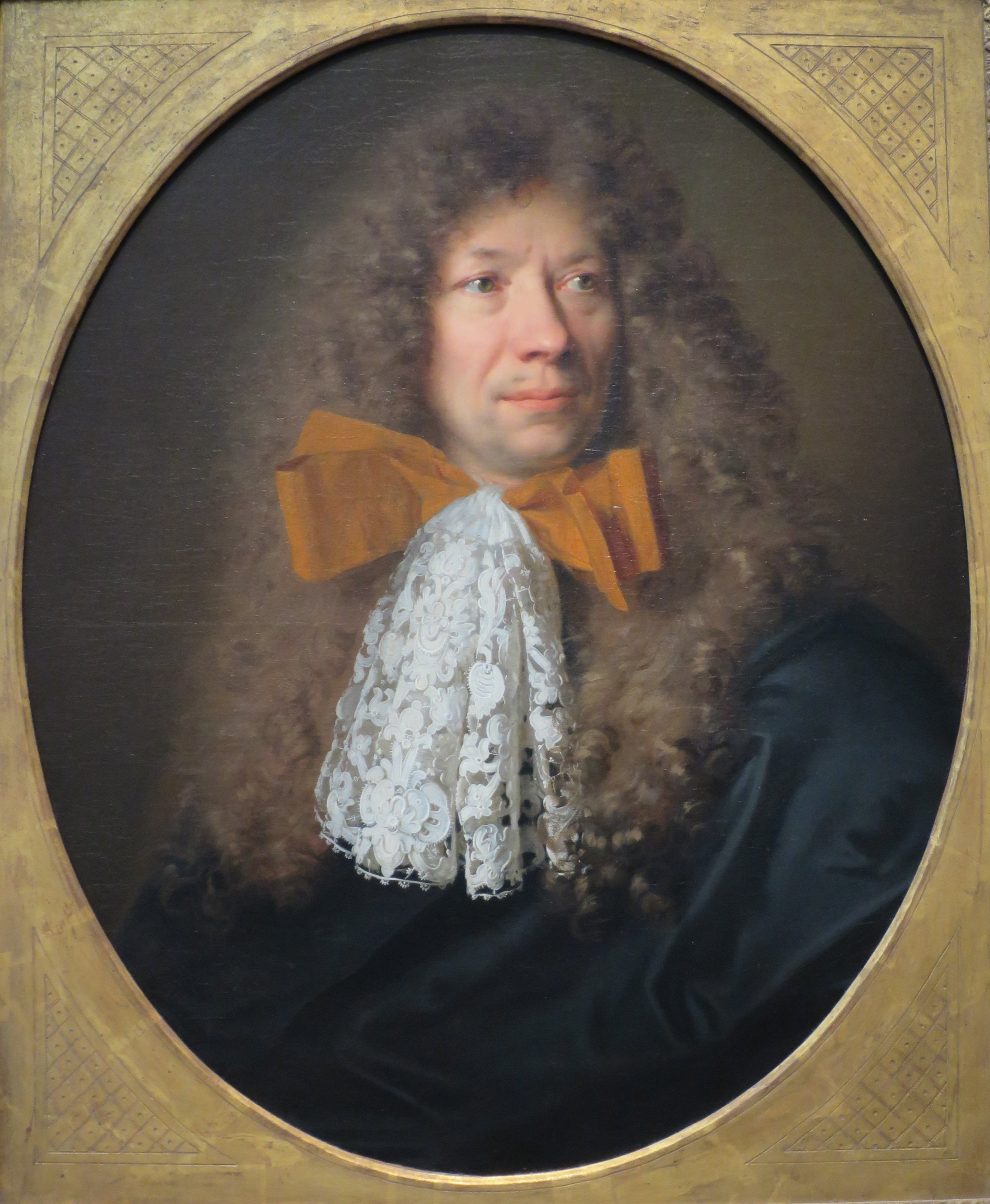
Portrait de Pierre Louis van Schuppen par Nicolas de Largillierre qui affiche une dentelle en Gros Point de Venise.

La dentelle à l'aiguille est un type de dentelle créé à l'aide d'une aiguille et d'un fil, contrairement à la dentelle aux fuseaux, qui se fait avec des fuseaux. Venue d'Italie pendant la Renaissance, elle fut populaire jusqu'au XVIIIe siècle.

## Galerie

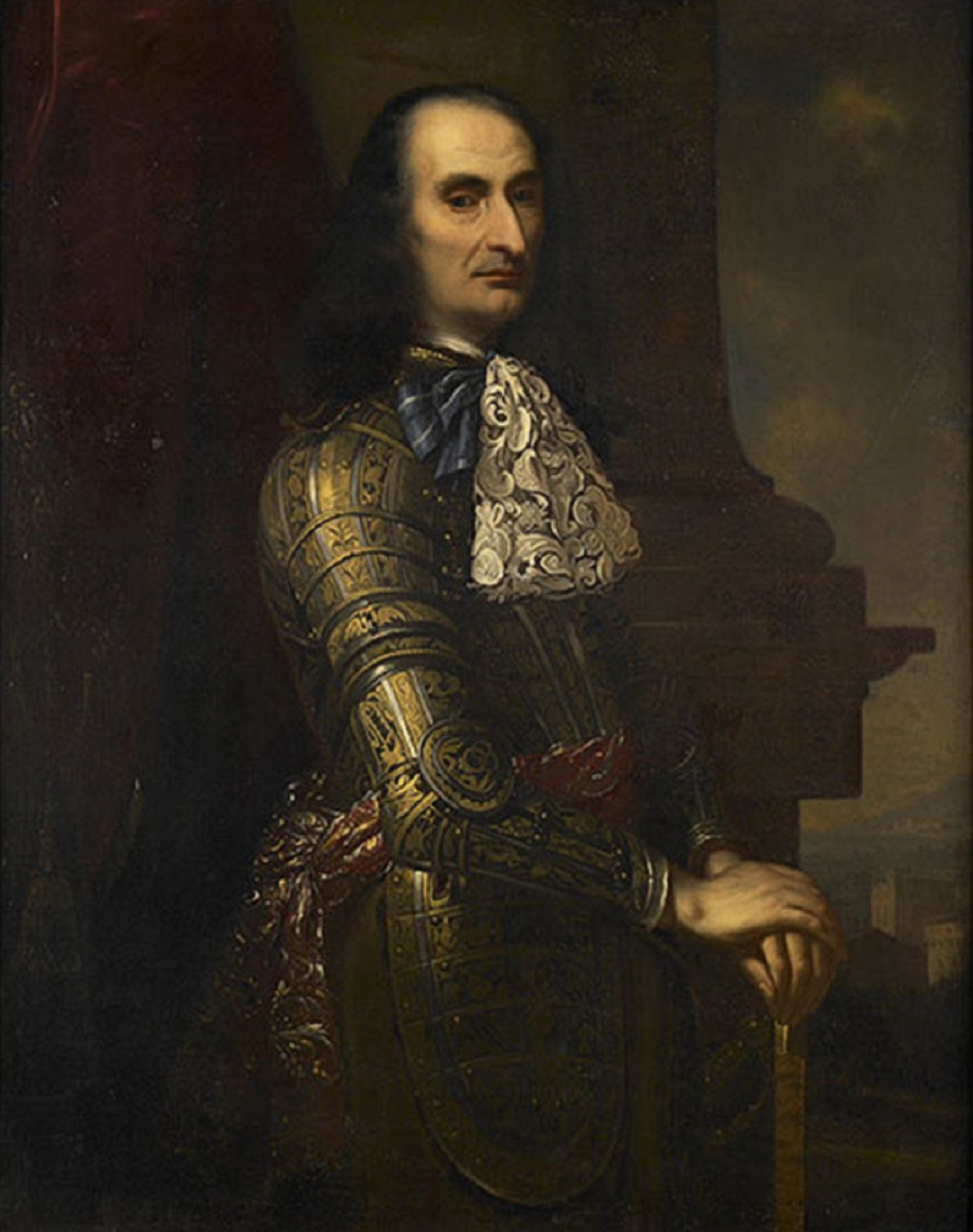
Portrait de Vitaliano VI Borromeo (1620-1690) par Salomon Adler
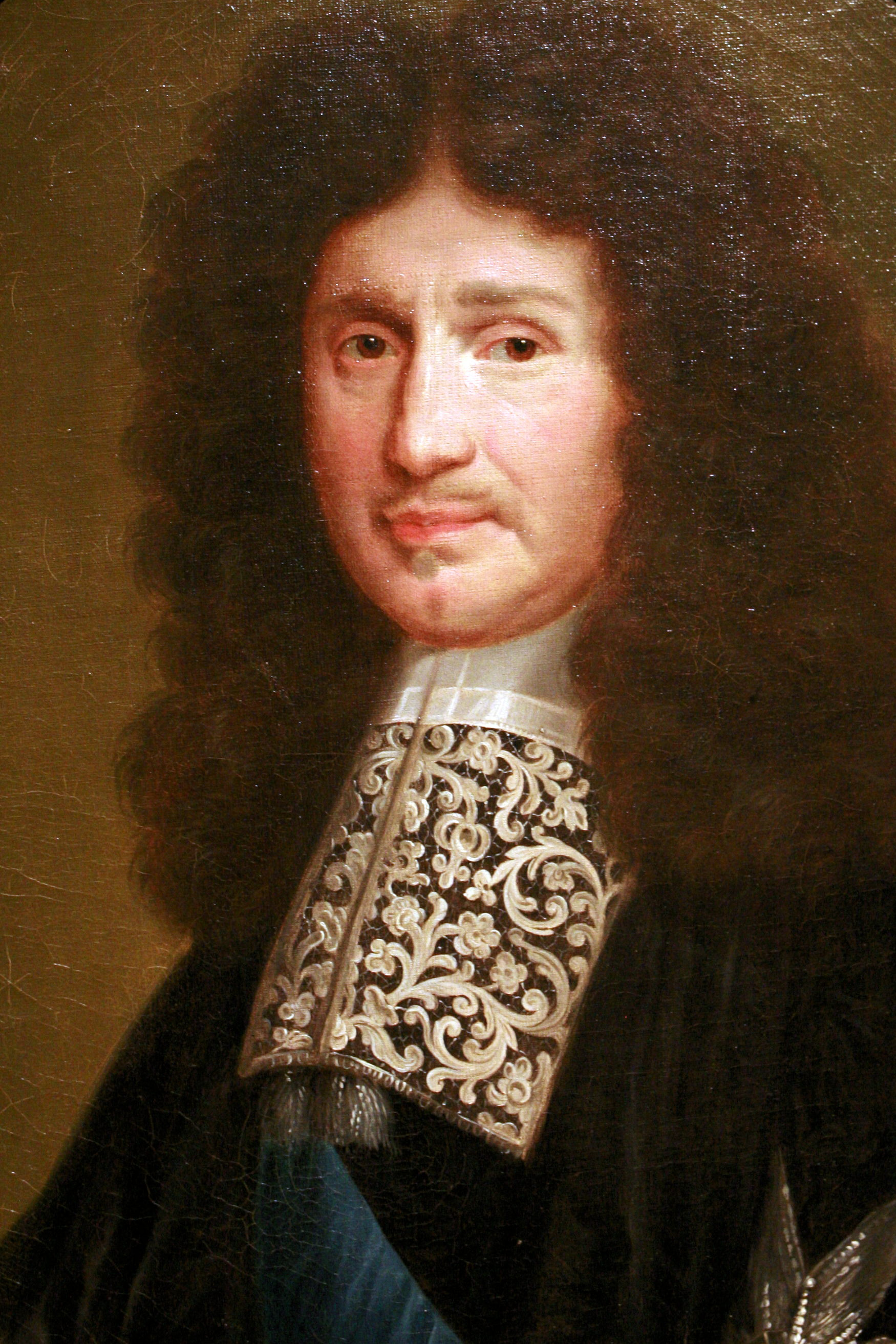
Portrait de Jean-Baptiste Colbert par Robert Nanteuil. Colbert affiche de la dentelle en point de France, un dérivé du point de Venise
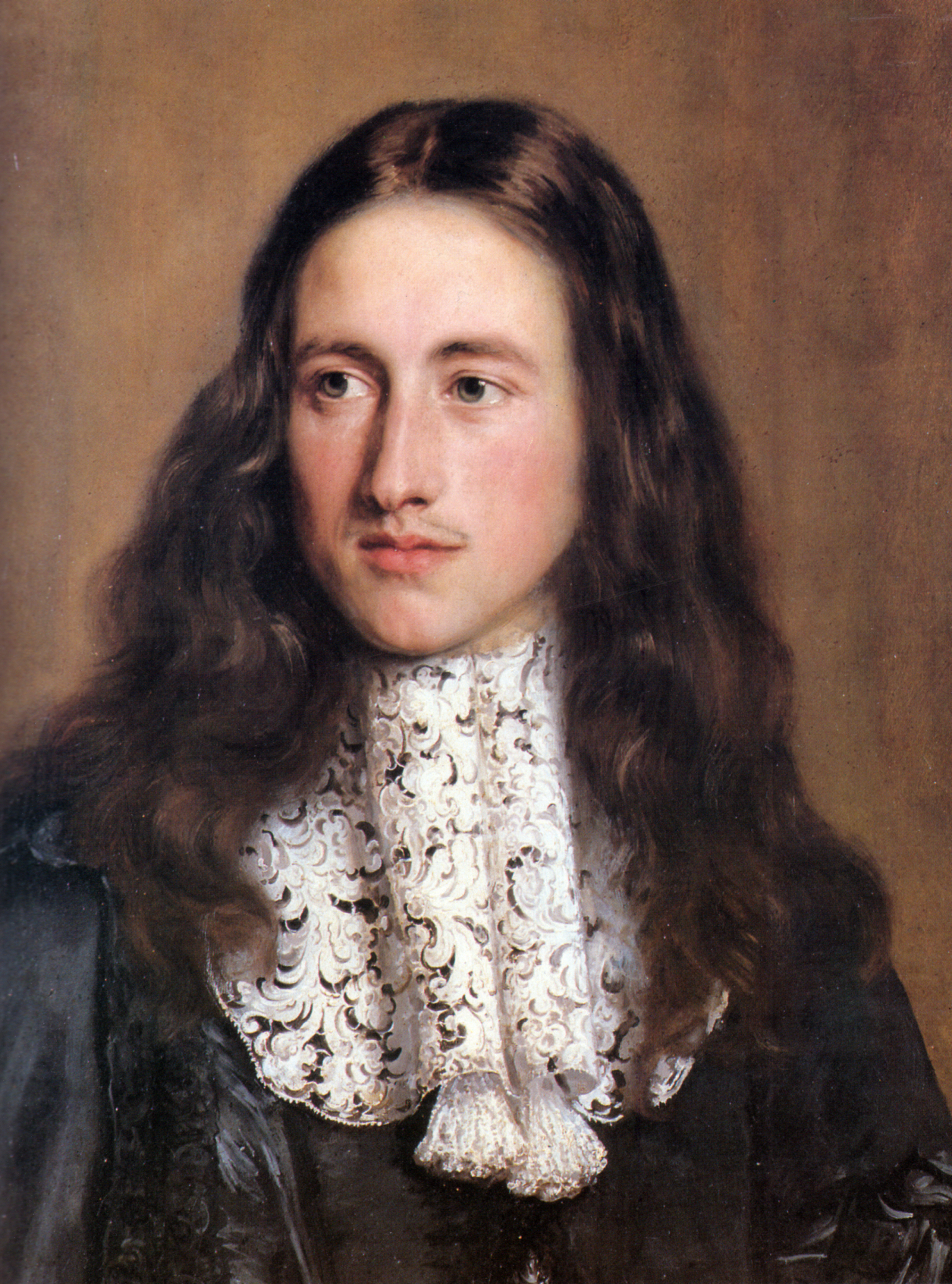
Portrait d'un jeune homme de la famille Chigi par Jacob Ferdinand Voet. Il arbore un collet en point de Venise
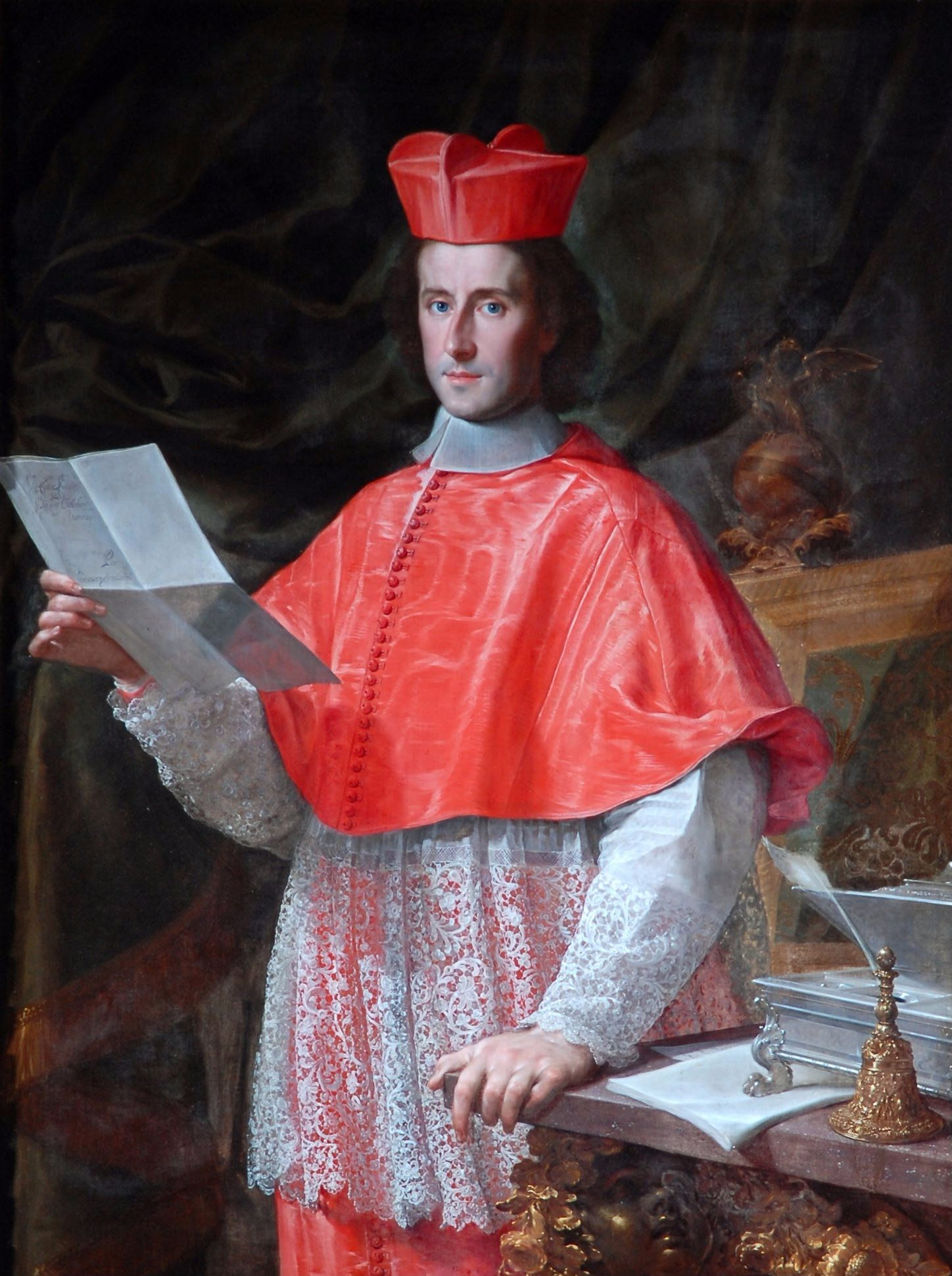
Portrait du cardinal Pietro Ottoboni (1667-1740) par Francesco Trevisani

Point de Venise
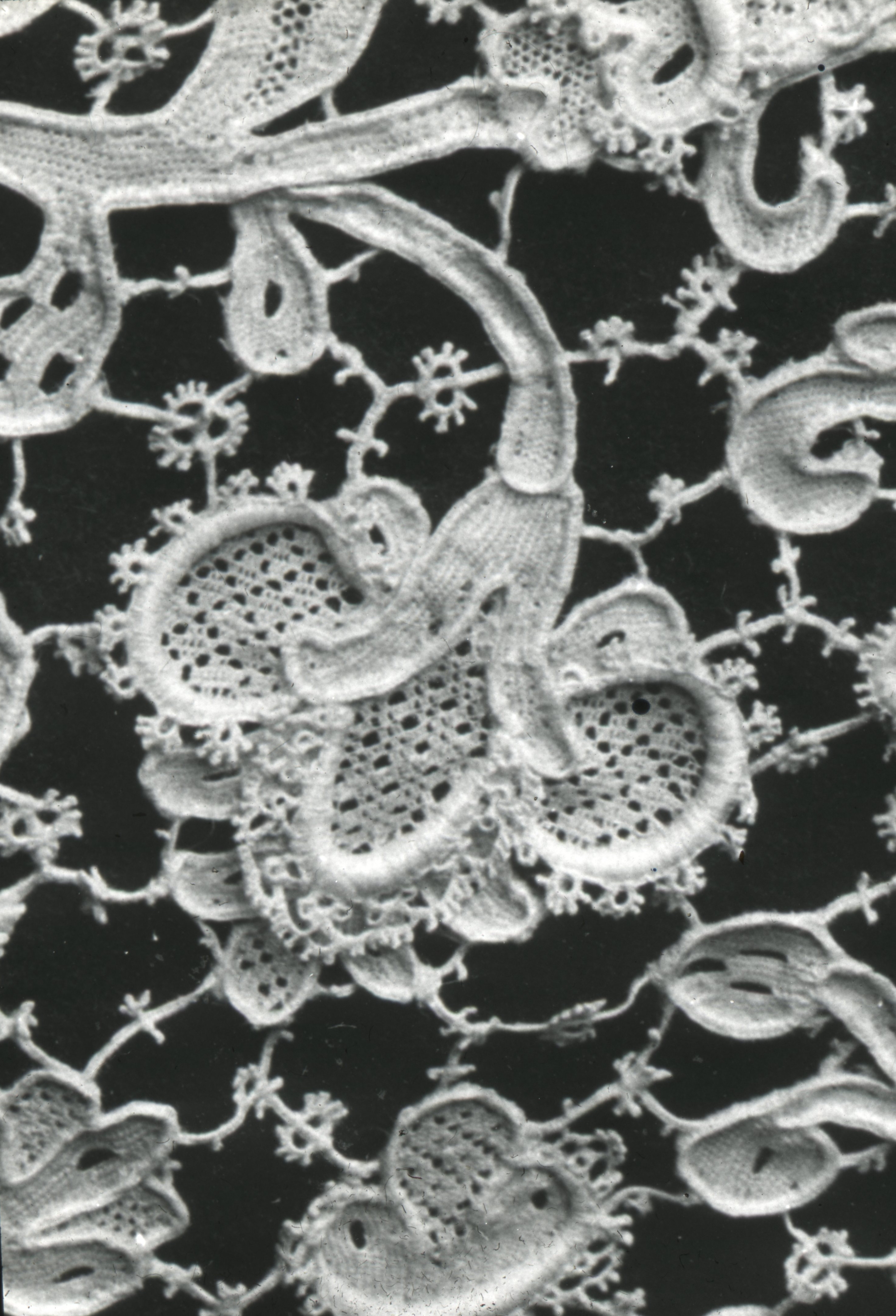
Première moitié du XVIIIe siècle
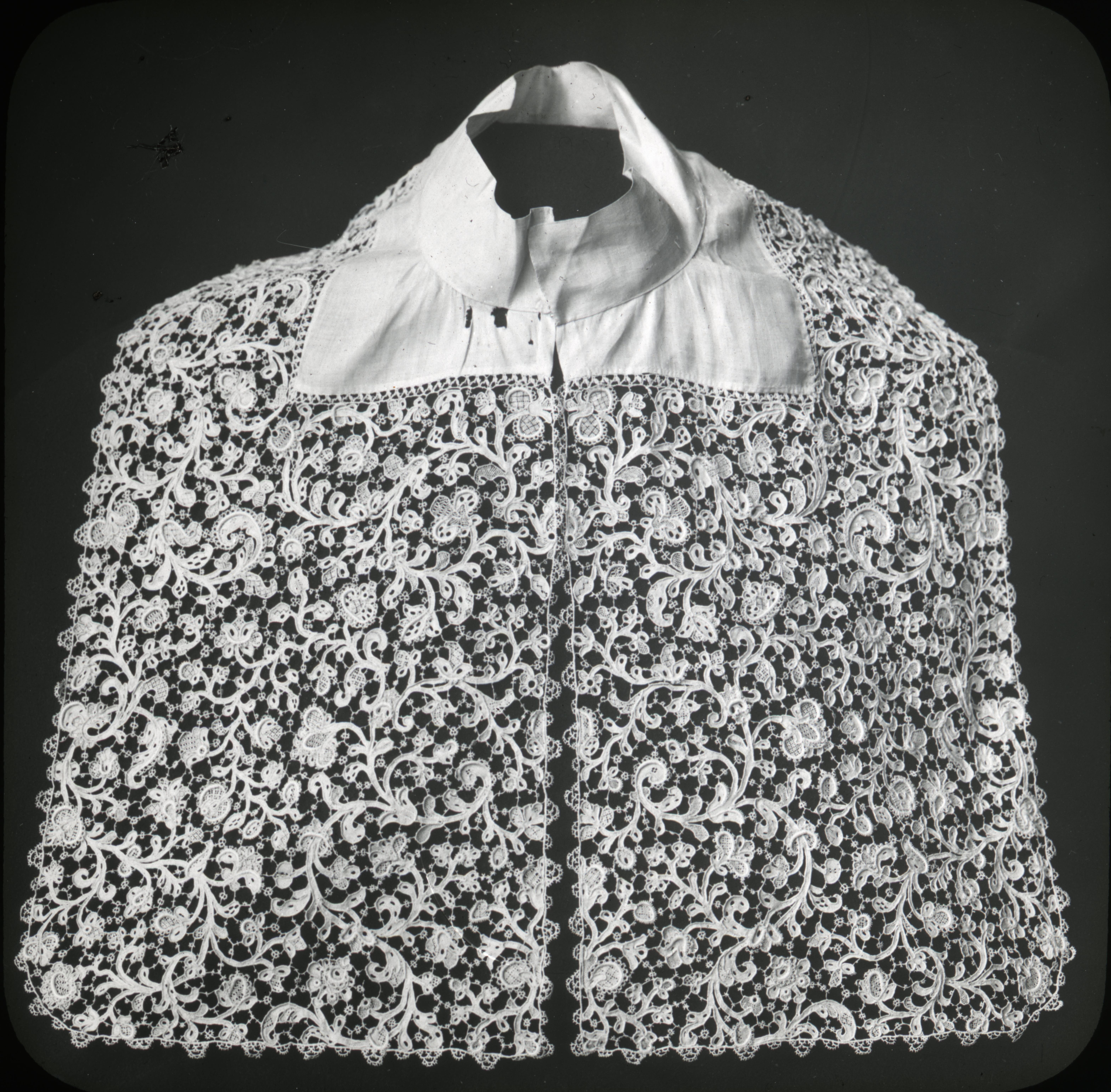
Première moitié du XVIIIe siècle
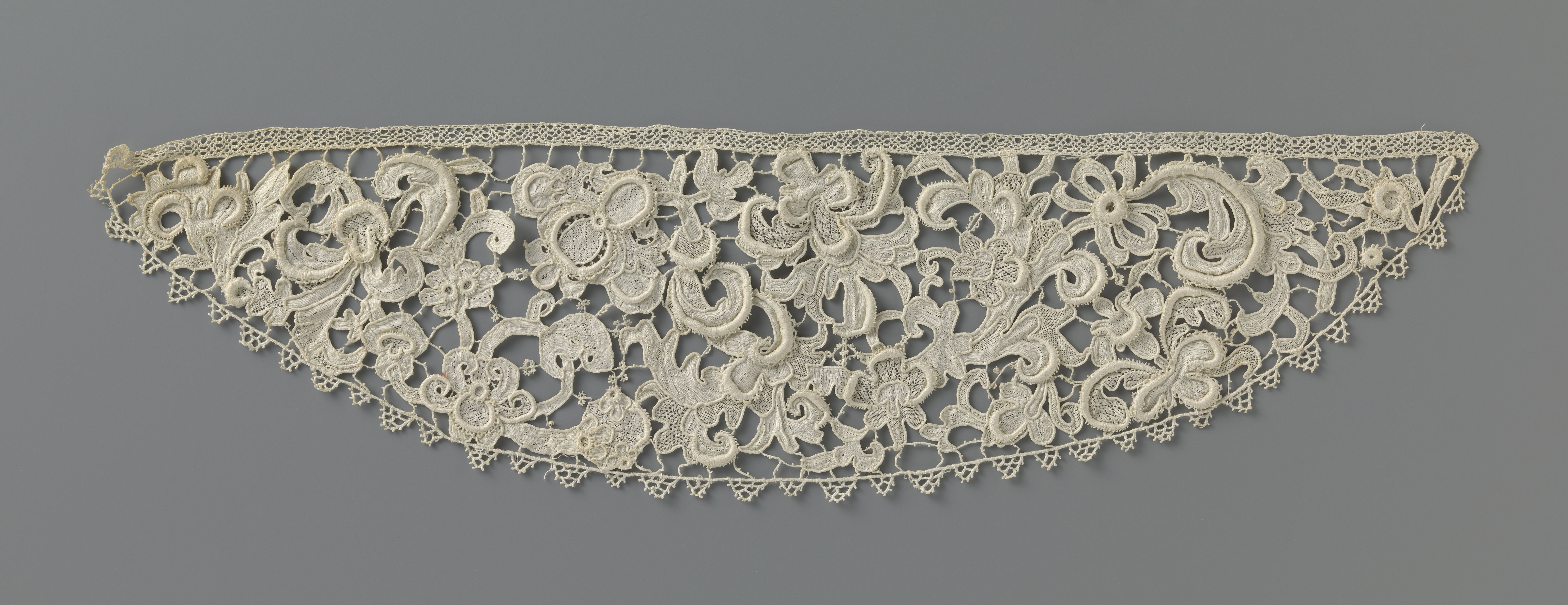
Manchette

## Autres lectures
- N Ovaere-Raudet, Les Manufactures de dentelles de Colbert, cercle généalogique du Haut-Berry, 2018 (ISBN 978-2-905445-49-0)